# Los golfos
Los golfos is een Spaanse dramafilm uit 1960 onder regie van Carlos Saura.

## Verhaal
Een groep Spaanse jongeren uit de onderklasse tracht te overleven in de arme buurten van Madrid. Een van de jongens wil stierenvechter worden. Zijn vrienden stelen geld van mensen, zodat hij er zijn droom mee kan waarmaken. Op een dag sterft een van de jongeren, nadat hij geld heeft gestolen van een taxichauffeur.

## Rolverdeling
| Acteur        | Personage |
| ------------- | --------- |
| Manuel Zarzo  | Julián    |
| Luis Marín    | Ramón     |
| Óscar Cruz    | Juan      |
| Juanjo Losada | El Chato  |
| María Mayer   | Visi      |
| Ramón Rubio   | Paco      |
| Rafael Vargas | Manolo    |